# El canto de los partisanos
El canto de los partisanos o Canto de la liberación fue un popular himno entre la resistencia francesa durante la ocupación alemana, en la Segunda Guerra Mundial. Fue creado en 1943, con letra de Joseph Kessel y Maurice Druon, y música de Anna Marly.

## Historia
La idea de la melodía del Canto de los partisanos es de la cantante y compositora Anna Marly quien lo retoma en 1943 en Londres, dado que ya existía al momento de los levantamientos bolcheviques en Rusia. Así es como Anna compone la música y la letra original en su lengua materna, ruso. Luego Joseph Kessel y su sobrino Maurice Druon, coautores y futuros académicos, abandonan Francia para unirse en Inglaterra a las Fuerzas Francesas Libres del General Charles de Gaulle, reescriben la letra y proponen la variante francesa del texto el 30 de mayo.
Convertida en la cortina de la emisión de la radio británica BBC Honor y Patria, luego signo de reconocimiento en los maquis, El canto de los partisanos se convirtió en un éxito mundial. Se decide entonces silbar este canto: por un lado, para no ser identificado cantándolo, pero también porque la melodía silbada sigue siendo audible a pesar de las interferencias que los alemanes le hacían a la BBC.
Germaine, hermana de Jean Sablon es quien le da su forma final y lo convierte en un éxito.
Lanzada por la Royal Air Force en la Francia ocupada, y escuchada clandestinamente, su éxito se propaga inmediatamente tanto en Francia como en otros países, en el entorno de la Resistencia y de las Fuerzas francesas del interior. Se prolonga en numerosas interpretaciones posteriores a la guerra, entre las que se encuentra una de las más célebres, la de Yves Montand.
El manuscrito original del Canto de los partisanos, propiedad del Estado, está conservado en el Museo de la Legión de Honor. Fue clasificado como monumento histórico en la sección objetos por decreto del Ministerio de Cultura del 8 de diciembre de 2006

## Letra original en francés
Oh oh oh oh oh oh oh oh oh oh oh oh oh oh...
Ami, entends-tu le vol noir des corbeaux sur nos plaines?
Ami, entends-tu les cris sourds du pays qu'on enchaîne?
Ohé partisans, ouvriers et paysans, c'est l'alarme !
Ce soir l'ennemi connaîtra le prix du sang et des larmes.
Montez de la mine, descendez des collines, camarades,
Sortez de la paille les fusils, la mitraille, les grenades;
Ohé les tueurs, à la balle et au couteau tuez vite !
Ohé saboteur, attention à ton fardeau, dynamite...
C'est nous qui brisons les barreaux des prisons, pour nos frères,
La haine à nos trousses, et la faim qui nous pousse, la misère.
Il y a des pays où les gens au creux des lits font des rêves
Ici, nous, vois-tu, nous on marche et nous on tue, nous on crève.
Ici chacun sait ce qu'il veut, ce qu'il fait, quand il passe;
Ami, si tu tombes, un ami sort de l'ombre à ta place.
Demain du sang noir séchera au grand soleil sur les routes,
Chantez, compagnons, dans la nuit la liberté nous écoute.
Ami, entends-tu le vol noir des corbeaux sur nos plaines?
Ami, entends-tu les cris sourds du pays qu'on enchaîne?
Oh oh oh oh oh oh oh oh oh oh oh oh oh oh...

## Significado del texto original
El significado de la letra original, de Anna Marly es más o menos el siguiente:
Ami, entends-tu le vol des corbeaux sur nos plaines,

(Amigo, ¿escuchas el vuelo de los cuervos sobre nuestras llanuras?)

Ami, entends-tu ces cris sourds du pays qu’on enchaîne,

(Amigo, ¿escuchas estos gritos sordos de un país que encadenan?)

Ohé, partisans, ouvriers et paysans, c’est l’alarme

(¡Eh! partisanos, obreros y campesinos, es la alarma)

Ce soir, l’ennemi connaîtra le prix du sang et des larmes.

(Esta noche el enemigo conocerá el precio de la sangre y de las lágrimas.)

Montez de la mine, descendez des collines, camarades,

(Suban de la mina, desciendan las colinas, camaradas,)

Sortez de la paille les fusils, la mitraille, les grenades,

(Saquen del pajar los fusiles, la metralla, las granadas,)

Ohé les tueurs, à vos armes et vos couteaux, tuez vite.

(¡Eh! los que maten, a vuestras armas y a vuestros cuchillos, maten rápido.)

Ohé saboteur, attention à ton fardeau dynamite...

(¡Eh! saboteador, cuidado con tu carga de dinamita...)

C’est nous qui brisons les barreaux des prisons pour nos frères

(Somos nosotros quienes rompemos los barrotes de las prisiones para nuestros hermanos)

La haine à nos trousses et le faim qui nous pousse, la misère.

(El odio nos persigue y el hambre que nos impulsa, la miseria.)

Il y a des pays où les gens aux creux des lits font des rêves.

(Existen países donde las personas en lo hondo de sus camas sueñan)

Ici, nous vois-tu, nous on marche et nous on tue... nous on crève...

(Aquí, tú nos ves, nosotros marchamos y matamos... nos revientan...)

Ici, chacun sait ce qu’il veut, ce qu’il fait, quand il passe.

(Aquí cada uno sabe lo que quiere, lo que hace, cuando pasa.)

Ami, si tu tombes, un ami sort de l’ombre à ta place.

(Amigo, si tú caes, un amigo sale de la sombra en tu lugar.)

Demain du sang noir sèchera au grand soleil sur les routes.

(Mañana la sangre negra se secará con el gran sol sobre las rutas)

Chantez compagnons, dans la nuit la liberté nous écoute...

(Canten, compañeros, en la noche la libertad nos escucha...)

## Intérpretes
- Anna Marly en 1943 (Se puede encontrar la canción en el libro-disco Mémoires, Anna Marly, Troubadour de la Résistance, Tallandier- Paris - 2000 - C.D. Chant des Partisans + Complainte des Partisans - ISBN 2-235-02279-0)
- Armand Mestral en 1943.
- Pierre Nougaro Pacific 474, reeditado en Malibran Récital Pierre Nougaro.
- Marc Ogeret en el álbum Chante la résistance, 1990.
- Yves Montand[7] bajo el título Le Chant de la libération en el disco Chansons populaires de France, 1992 para el CD - Label: Strategic Marketing.
- Leni Escudero, bajo el título Chant de la Libération en el disco Chante la liberté en 1997, Sony Déclic
- Catherine Ribeiro.[8]
- Johnny Hallyday interpretado en 1998. Single de dos títulos " Seul "...!
- Gilbert Moryn y los coros del disco Les Chansons de l'histoire, Compilado 2001, EPM.
- Las Formaciones musicales de la Guardia Republicana, 2004, Label Corelia - ASIN: B00248HU40
- Germaine Sablon, reedición del CD 2006, Label Marianne mélodie - ASIN B0028HYNI8.
- Jacques Gautier, en el discoLa Révolution française - Chants du patrimoine, 2007, Label 7 Productions - ASIN B0022ZDDQE
- Armand Mestral, reedición 2009, en el disco Armand Mestral, anthologie. Vol 1, Label Rym musique - ASIN B00257BVBI
- Hélène Martin, 2009, disco Le vin des autres, Label Cavalier Hélène Martin - ASIN B002CEJM6A
- y también Catherine Sauvage, Jean-Louis Murat, Mireille Mathieu, Philippe Léotard, René Binamé, Pierre Rodriguez, Julien Droulez y Giovanni Mirabassi interpretaron esta canción.
- El grupo Zebda la adaptó bajo el título Motivés, CD en 1997 - Editeur Tactikollectif.
- Última grabación de "Le chant des partisans" (Gómez Naharro): https://www.youtube.com/watch?v=BQsUt2-ueBU